# ハインリヒ・シュヴェンマー
ハインリヒ・シュヴェンマー（Heinrich Schwemmer 1621年3月28日 - 1696年3月31日）は、ドイツの教育者、作曲家。
シュヴェンマーはウンターフランケンのグンペルツハウゼンに生まれた。1627年の父の死後、三十年戦争から逃れるために母と共にヴァイマルへ移る。1638年に母がこの世を去るとコーブルクへ赴き、さらに1641年に移り住んだニュルンベルクでその後の生涯を過ごした。ゼバルダス教会（en）ではヨハン・エラスムス・キンダーマンから音楽を学び、1650年には自身も教員となったシュヴェンマーは、職名こそ付かなかったものの実質的にはカントルであった。1656年以降はパウル・ハインラインと並び「Director chori musici」を務めている。シュヴェンマーはゲオルク・カスパー・ヴェッカーと共に、南ドイツ・オルガン楽派の伝統における一時代を築く音楽家たちを育てた。ニコラウス・ダイヌル、ヨハン・クリーガー、ヨハン・レーナー、ヨハン・パッヘルベル、J.B.シュッツ、マクシミリアン・ツァイドラーらである。シュヴェンマーが歌唱法を教え、ヴェッカーが鍵盤楽器奏法と作曲の指導を受け持っていた。
シュヴェンマーの作品として知られている楽曲には草稿の状態で遺されているものが多数存在するが、その全てが声楽曲である。大半が婚礼や葬礼のために書かれた宗教的有節歌曲であり、他にカンタータやコラール・コンチェルト（en）も存在する。彼は声楽によるコンチェルタート形式の達人であった。